# Новодонівський заказник
Новодо́нівський зака́зник — ландшафтний заказник місцевого значення в Україні. Об'єкт природно-заповідного фонду Харківської області. 
Розташований на території Вовчанського району Харківської області, на південний схід від смт Старий Салтів. 
Площа — 203,1 га. Статус присвоєно згідно з рішенням обласної ради від 10.12.2002 року, межі змінено рішеннями облради від 23.12.2003 року, від 08.02.2007 року № 172-V, 28.02.2008 року № 611-V. Перебуває у віданні: Вовчанський держлісгосп (Старосалтівське л-во, кв. 115 (вид. 8—12, 14—16, 20—2), кв. 116 (вид. 12—14, 16, 17, 22, 23, 28, 29), кв. 117 (вид. 3, 4, 7—9), кв. 119, кв. 121, кв. 123 (вид. 4—5, 9—11), кв. 124 (вид. 1, 8, 10, 11,  15). 
Статус присвоєно для збереження частини лісового масиву, де зростають типові угруповання кленово-липово-дубового лісу, в деревостані яких — 180-200-річні дуби. У трав'яному ярусі трапляються рідкісні види: тюльпан дібровний, воронець колосистий, вороняче око звичайне, дзвоники персиколисті тощо. Заказник розташований на схилах правого берега річки Сіверський Донець (Печенізьке водосховище).

## Галерея

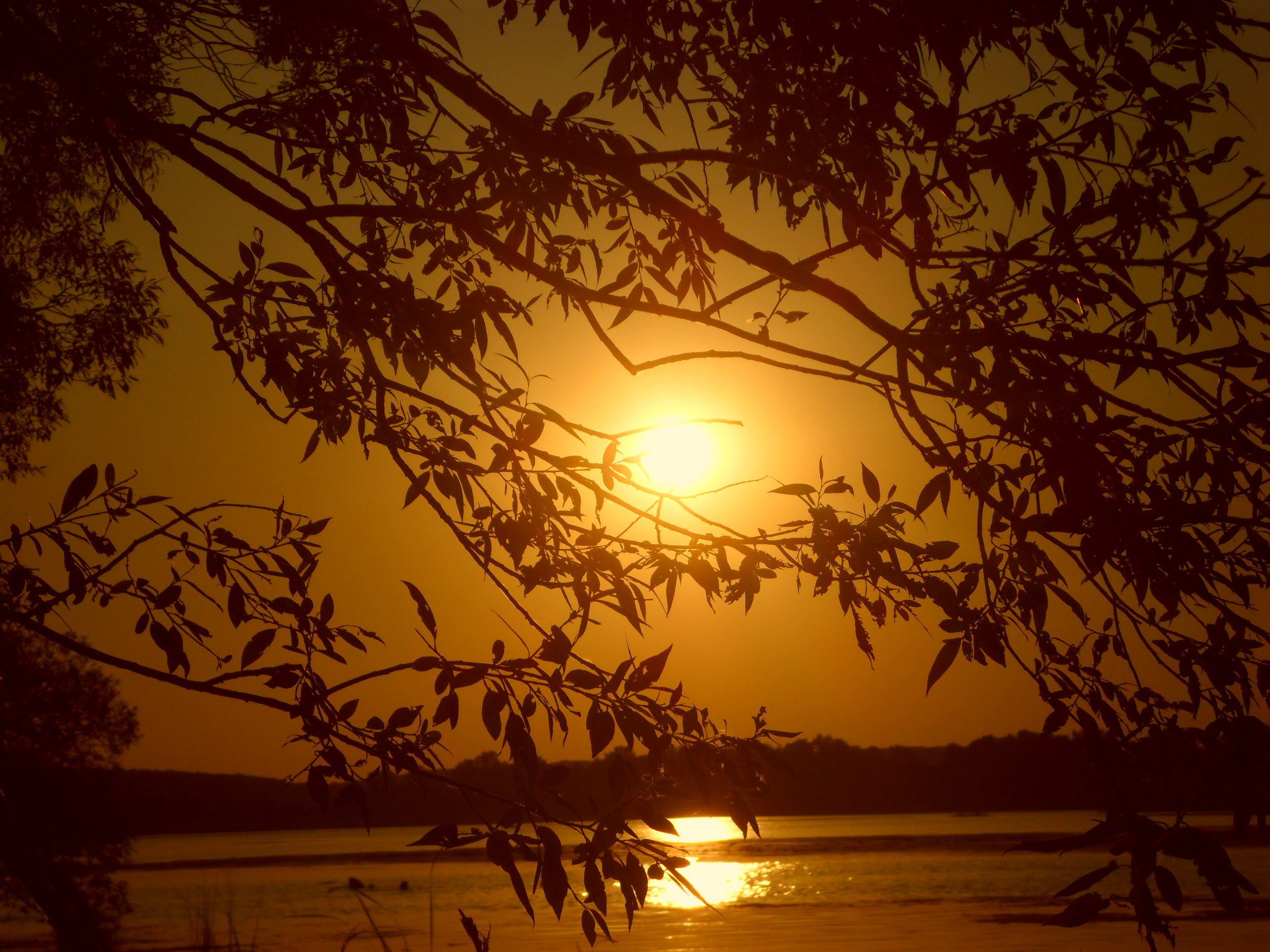
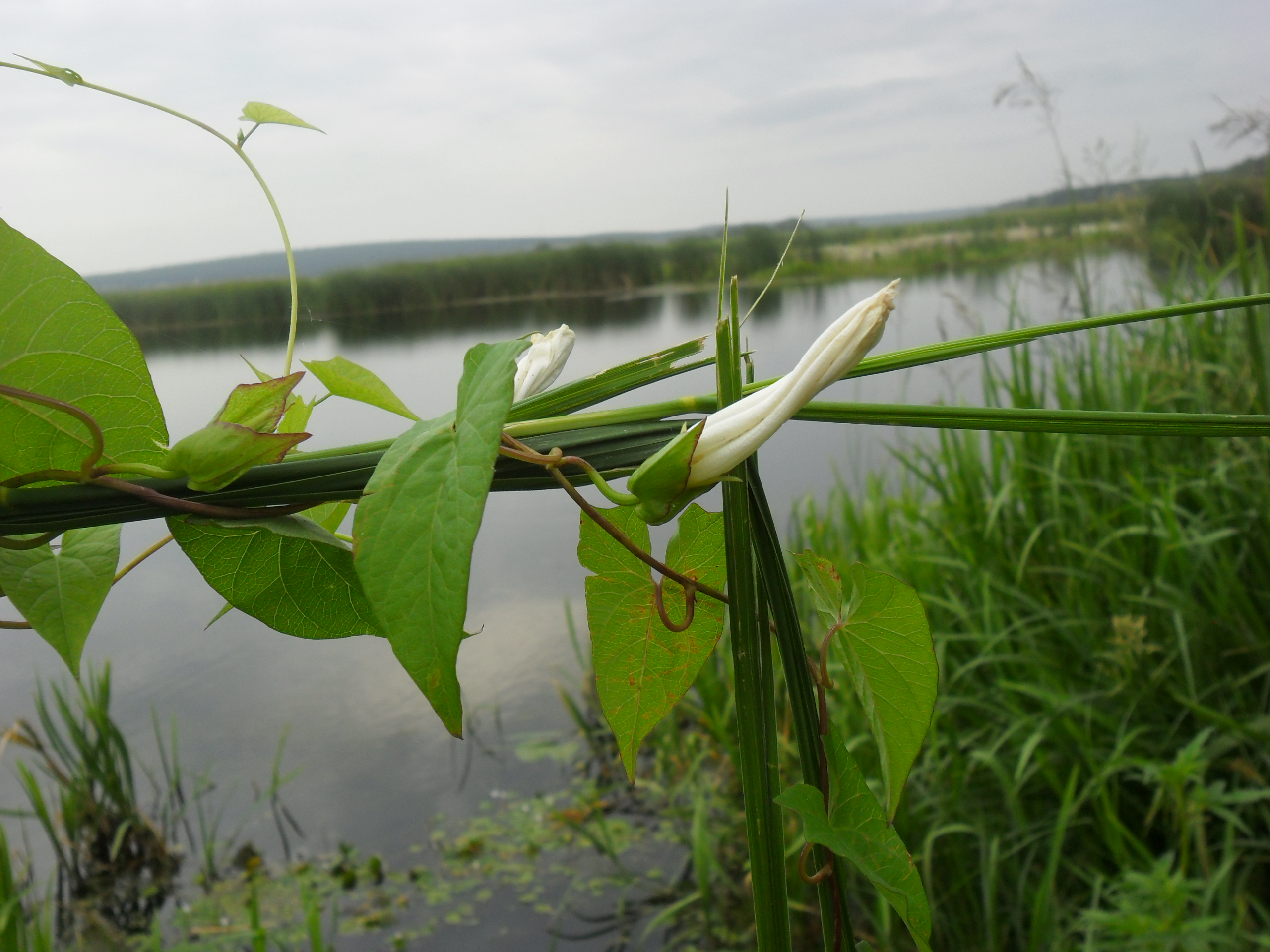
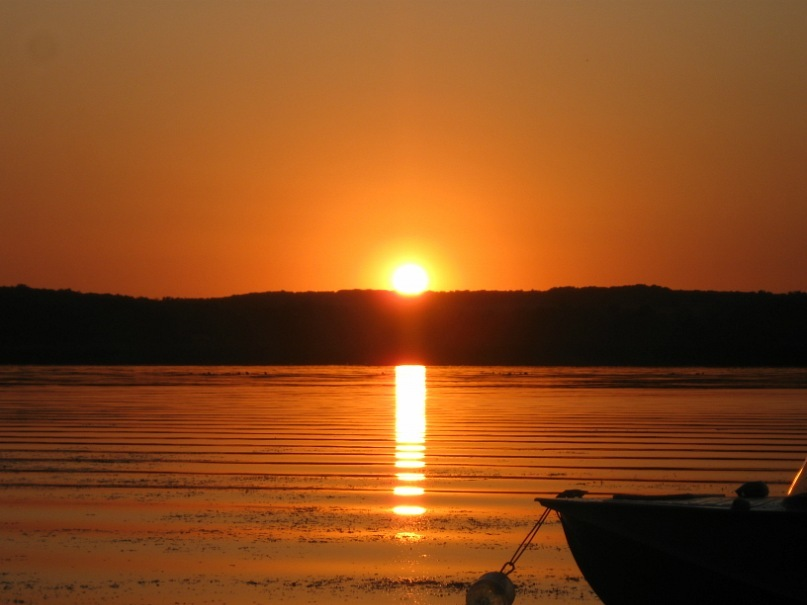
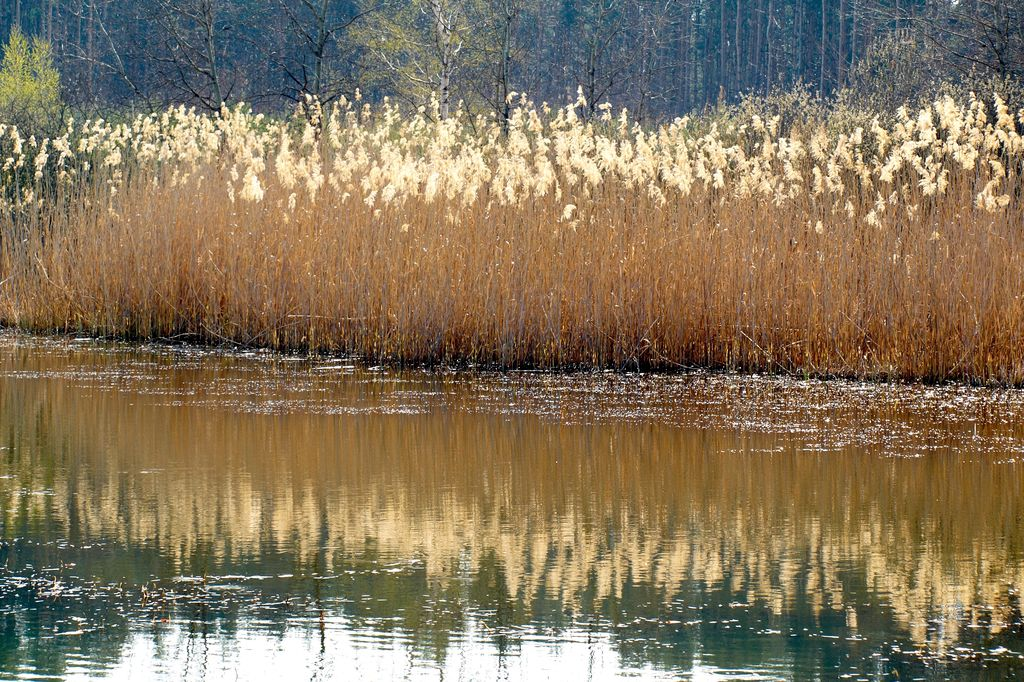